# 1954年のラジオ (日本)
1954年のラジオ (日本)では、1954年の日本のラジオ番組、その他ラジオ界の動向について記す。

## 主な番組関連の出来事
- 3月15日 - NHKの東京ラジオ第1放送（JOAK）が、放送終了後の23時35分から45分間に渡り、中波の従来の音声周波数帯域を広くして高音質化を図った、広帯域放送（高忠実度放送=ハイファイ音声放送）の試験放送を行う[注 1][1]。
- 6月7日 - NHK、ラジオ第1『リズムパレイド』が、この日から東京地方（JOAK）のみ、毎週、前述の広帯域放送の試験放送を開始する（同年11月17日の放送から、正式に開始）[注 2][1]。
- 10月6日 - ラジオ東京、日本コロムビア提供による、米コロムビア（現：米ソニー・ミュージックエンタテインメント社〈SMEI〉）原盤の洋楽を紹介する番組『L盤アワー』放送開始（ - 1969年4月13日）[2]。
- 10月 - NHK、ラジオ第1『リズムパレイド』を、札幌及び熊本の両ラジオ第1放送でもこの月の放送分（計4回分）のみ、広帯域放送の試験放送を行う[注 3][3]。
- 11月3日 - NHKが、ラジオ第1（左）と第2（右）のモノラル音声2波を使ったステレオ放送（当時は「立体放送」と呼んでいた）の、日本初のレギュラー番組『立体音楽堂』が同月13日に放送を開始するのにあたり、そのお目見得番組として、前述の方法にて、放送芸能祭特集「あなたは聞こえませんか」を放送[4]。
- 11月13日 - NHKが、ラジオ第1と第2のモノラル音声2波を使ったステレオ放送（当時は「立体放送」と呼んでいた）の、日本初のレギュラー番組「立体音楽堂」が放送開始[4]。
- 11月中旬から12月上旬（詳細不明） - NHKの東京ラジオ第1放送（JOAK）が、放送マスターから送信所までの回線（STL）の音声の広帯域化工事[注 4]が完了したのに伴い、同放送の広帯域放送が本格的に始まる。これに伴い、従来行っていた『リズムパレイド」に加え、『NHKシンフォニーホール』、『土曜コンサート』、『歌の花ごよみ』、『今週の明星』『なつかしのメロディ』、『虹のしらべ』等、多くの番組が広帯域化された[注 5][1]。
- 11月27日 - ラジオ東京・文化放送・ニッポン放送が共同で、この日開催中の「第3回全日本オーディオフェア」にて、15時30分から1時間半に渡り、最初の聴取者向けの三元立体放送（=モノラル3波を使った、3チャンネルステレオ放送）による特別番組を実施。各局30分制作で、番組毎に、各局の放送の定位が入れ替わるという演出をした（詳細は、特別番組の項を参照のこと。）[5][6]。
- 12月23日 - 文化放送、カルテット編成による日本のジャズ・バンド「ビッグ・フォア」のレギュラー出演を中心に、日本で活躍しているジャズ・ミュージシャンをゲストとして迎える公開ジャズ収録番組『トリス・ジャズ・ゲーム』が放送開始[7]。
- 12月25日 - NHK、『立体音楽堂』の時間にラジオ第1・第2・総合テレビを使って、三元立体放送を実施（俳優座劇場中継 メノッティ作曲、歌劇『アマールと夜の訪問者』）[注 6][8]。

## 主なその他ラジオ関連の出来事
- 1月18日 - 郵政省、日本短波放送（現：日経ラジオ社）に予備免許交付。7月1日会社創立、8月27日開局。日本経済新聞が軸となり設立された、世界でも類のない民間短波放送。
- 3月31日 - 日本文化放送、50kWに増力。7月23日、呼出名称を「にほんぶんかほうそう」から「ぶんかほうそう」に変更。郵政省の許可による。
- 4月1日 - NHK、ラジオ受信料を月額67円（3か月分200円）に改定。生活保護法による被保護者は受信料免除となる。
- 7月15日 - ニッポン放送開局。
- 8月5日 - 11日 - ラジオ東京、日本文化放送、電通の3社にニッポン放送を加えた4社共同の「第1回聴取率調査」を実施。
- 10月18日
  - ラジオ長崎とラジオ佐世保が合併し、長崎放送を設立。
  - 四国放送、昼夜1kWに増力。
- 11月10日 - 山形放送が、ニッポン放送と番組（ネットワーク）提携契約。全国初のこころみで民放界を驚かせた。昼の5時間、そのままニッポン放送のラインから流れる番組をそのまま流すというもの。12月1日より実施[9]。

## 開局
- 1月1日 - 九州朝日放送
- 3月1日 - ラジオ山陰（現：山陰放送）
- 4月1日 - ラジオ佐世保（同年10月18日ラジオ長崎と合併し長崎放送を設立）
- 7月1日
  - ラジオ山梨（現：山梨放送）
  - ラジオ宮崎（現：宮崎放送）
- 7月15日 - ニッポン放送
- 8月27日 - 日本短波放送（現：ラジオNIKKEI第1放送）
- 10月1日 - 琉球放送

## 特別番組

### 3月放送
- 16日 - ビキニ環礁の波紋（NHKラジオ第1放送）[10]

### 4月放送
- 21日 - 法務大臣の指揮権をめぐって（NHKラジオ第1放送）[10]

### 5月放送
- 3日 - 立体（ステレオ）放送 「ダイナミック・ジャズ・コンサート」（NHKラジオ第1放送・第2放送）[注 7][11][12]

### 11月放送
- 3日 - 放送芸能祭特集 立体（ステレオ）放送「あなたは聞こえませんか」（NHKラジオ第1放送・第2放送）[4]
- 27日
  - 三元立体放送（ラジオ東京（KR）、文化放送（QR）、ニッポン放送（LF）3局共同。3部構成（各30分、計90分））[6]
    - 第1部：「音楽劇ボードビル『鶏郎トリオ』」（ニッポン放送制作。定位 左:KR、中央:LF、右:QR）
    - 第2部：「ドラマ『われを呼ぶわが唄』」（ラジオ東京制作。定位 左:LF、中央:KR、右:QR）
    - 第3部：「これがスウィング」（文化放送制作。定位 左:LF、中央:QR、右:KR）

## 開始番組

### 1954年1月放送開始
NHKラジオ第1放送
- 4日 - 新諸国物語「紅孔雀」

朝日放送
- 9日 - 漫才学校

### 1954年3月放送開始
ラジオ山陰
- 1日 - 音楽の風車

### 1954年4月放送開始
NHKラジオ第1放送
- 11日 - やん坊にん坊とん坊[10]
- 12日
  - NHK美容体操[10]
  - 風流歌草紙[10]
- 15日 - 連続放送劇「由紀子」
- 17日 - 経済の動き[10]

NHKラジオ第2放送
- 5日 - 科学クラブ
- 11日
  - 医学の時間[10]
  - 青年の主張[10]

ラジオ東京
- 開始日不明 - 駱駝祥子

### 1954年5月放送開始
NHKラジオ第2放送
- 10日 - へき地教育放送講座[10]

### 1954年10月放送開始
ラジオ東京
- 6日 - L盤アワー[2]
- 26日 - 浪曲天狗道場

### 1954年11月放送開始
NHKラジオ第1放送
- 3日 - 即興劇場[13]
- 8日
  - 連続放送劇 青いノート[13]
  - 社会福祉の時間[13]
- 12日 - 日本の町[13]
- 13日 - 立体音楽堂 左チャンネル[4][13]

NHKラジオ第2放送
- 8日 - お話でてこい
- 9日 - NHK教養特集[13]
- 13日 - 立体音楽堂 右チャンネル[4][13]
- 30日 - きょうの国会から[13]

### 1954年12月放送開始
NHKラジオ第1放送
- 13日 - お父さんはお人好し[13]

文化放送
- 23日 - トリス・ジャズ・ゲーム[7]

## 終了番組

### 1954年3月放送終了
NHKラジオ第1
- アチャコ青春手帖

### 1954年4月放送終了
NHKラジオ第1
- 8日 - 君の名は

### 1954年6月放送終了
NHKラジオ第1
- 13日 - ユーモア劇場